# Гу Шуньчжан
Гу Шуньчжа́н (кит. трад. 顧順章, упр. 顾顺章, пиньинь Gù Shùnzhāng 1903—1934) — имя при рождении Гу Фэнмин (кит. трад. 顧鳳鳴, упр. 顾凤鸣, пиньинь 	Gù Fèngmíng), кандидат в члены Политбюро ЦК Коммунистической партии Китая, глава секретного сектора ЦК, занимавшегося красных террором на контролируемой гоминьданом территории, исполнитель приговоров ЦК, перешедший после ареста на сторону Гоминьдана и выдавший около 3000 коммунистов-подпольщиков.

## Биография
Родился в уезде Баошань провинции Цзянсу. В юности работал в Наньянской табачной фабрики, позднее присоединился к «Зелёной банде», преступной группировке, действовавшей в Шанхае. Важно, что Гу был известен также как профессиональный фокусник, он давал публичные представления для заработка. В 1925 году участвовал в Движении 30 мая, стал активным участником рабочего движения, позднее вступил в Шанхайский профсоюз и, наконец, стал членом КПК. В 1926 году Гу Шуньчжан вместе с Чэнь Гэном был отправлен в Владивосток для обучения навыкам секретного агента для последующей работы в разведке КПК. После возвращения в Китай Гу Шуньчжан трижды участвовал в вооруженных восстаниях в Шанхае.
В 1927 году, после событий 12 апреля, он вместе с Чжоу Эньлаем стал активным участником подпольного коммунистического движения. В 1928 году VI съезд КПК постановил создать секретный (он же специальный) сектор ЦК, в его функции входила организация красного террора в контролируемых гоминьданом городах. Этот отдел и возглавил Гу Шуньчжан, он непосредственно отвечал за ликвидацию провокаторов, предателей и других врагов КПК, приговорённых ЦК к смерти. Кроме того функции секретного сектора включали шпионаж и охрану высшего партийного руководства. Последовательно сменив множество постов, он, наконец, стал главой службы безопасности китайского Политбюро. На самом деле его партийной работой было физическое истребления предателей КПК и именно благодаря этому он стал известен в партии.
24 апреля 1931 года, он был арестован гоминьдановской контрразведкой в Ханькоу. Считается, что он отправился туда для подготовки покушения на Чан Кай-ши. Гу давал там цирковые представления под видом бродячего фокусника Ли Мина. В одном из городских парков его по фотографии опознал агент Гоминьдана. После ареста Гу сразу начал сотрудничать с гоминьдановской контрразведкой. Он выдал все адреса и явки Политбюро ЦК, цзянсуйского и хубейского комитетов партии. По оценке китаиста А. В. Панцова предательство Гу привело к аресту в течение последующих трех месяцев более трёх тысяч коммунистов, многие из которых были расстреляны (с этой оценкой согласуются и данные французского разведывательного бюро в Шанхае). Был арестован и генеральный секретарь ЦК КПК Сян Чжунфа. Не выдержав пыток, он также стал давать показания, но вскоре был расстрелян. Кроме того, в результате предательства Гу были арестованы связные Коминтерна Жозеф Дюкруа и сотрудники Отдела международной связи ИККИ Яков Матвеевич Рудник и его жена Татьяна Николаевна Моисеенко-Великая. Именно через двух последних шло финансирование КПК из центра. Их арест подорвал на время финансовое обеспечение китайской компартии и комсомола.
В последующие годы Гу продолжал сотрудничество с нанкинской разведкой, в том числе на поприще подготовки и тренировки агентов. В 1934 году он тайно организовал «Новую коммунистическую партию», после чего был по приказу Чан Кай-ши расстрелян. Казнь состоялась в Сучжоу в декабре 1934 (или в июне 1935 года?).

## Ответ КПК
После ареста Гу Чжоу Эньлай на некоторое время стал главой вновь созданного Комитета по спецработе при ЦК КПК, объединившего остатки специального сектора и всех прочих секретных служб компартии. Именно по приказу Чжоу Эньлая команда из пяти боевиков истребила почти всю многочисленную семью Гу Шуньчжана. По одним сведениям было убито семнадцать человек, по другим — более тридцати, в том числе его жена, тесть, тёща, престарелая няня… Единственным, кого пощадили, был 12-летний сын Гу Шуньчжана. Много позднее один из сотрудников Чжоу Энлая объяснил это тем, что в доме Гу часто проходили заседания руководства партии, и его домочадцы знали всех подпольщиков в лицо.